# Léonce Clérambeaux
Léonce Clérambeaux, né le 15 février 1909 à Villers-Écalles et mort le 3 mars 1984 à Roubaix, est un homme politique français.

## Mandats électifs
- Conseiller municipal de Roubaix
- Adjoint au maire
- Député
- Conseiller Général